# Minor-attracted person
Minor-attracted person (MAP) é um termo em inglês utilizado para a parafilia de pessoas atraídas sexual ou romanticamente por menores de idade (não necessariamente abaixo da idade de consentimento), incluindo:
- Nepiofilia ou infantofilia: atração por bebês e crianças pequenas
- Pedofilia - atração por crianças em pré-puberdade
- Hebefilia - atração por crianças em puberdade e pré-adolescentes
- Efebofilia - atração por adolescentes pubescentes ou pós-pubescentes